# فلاديمير أبراموف
فلاديمير أبراموف (بالروسية: Абрамов, Владимир Александрович)‏ هو لاعب كرة قدم روسي في مركز الوسط، ولد في 5 أبريل 2002. لعب مع FC Kazanka Moscow ‏.

## وصلات خارجية
- فلاديمير أبراموف على موقع قاعدة بيانات كرة القدم.إي يو (الإنجليزية)
- فلاديمير أبراموف على موقع Soccerway.com (الإنجليزية)
- فلاديمير أبراموف على موقع عالم كرة القدم.نت (الإنجليزية)